# Zonder titel (Niels Keus)
In het Nelson Mandelapark in Amsterdam-Zuidoost staat een artistiek titelloos kunstwerk van Niels Keus.
Keus ontwierp/ontwerpt abstracte beelden waarbij geometrische figuren de hoofdrol spelen. Kubussen, schijven en andere vormen raken of ontwijken elkaar. Het beeld uit de periode 1973-1975 bestaat uit een meters hoge en brede geschuurde stalen schijf die in het landschap staat. De schijf wordt van boven naar onder steeds dikker. De schijf wordt gedragen door een betonnen sokkel waarvoor een 30 cm brede uitsparing in de schijf is gemaakt. Deze uitsparing loopt exclusief sokkel door tot boven het middelpunt van het beeld. Keus' werk uit die jaren werd vaker gekenmerkt door figuren, waarvan een deeltje mist.
Oorspronkelijk stond het vlak bij Constructie van Shlomo Koren. Bij de herinrichting van het Nelson Mandelapark in de jaren rond 2010 werden de beelden herplaatst. Het werk van Keus staat sindsdien op een groen plateau nabij een vijver. Door de vorm kreeg het in de volksmond bijnamen als zonneschijf, zonnevanger en Dubbeltje op zijn kant. 
In Alkmaar staat in het Rekerhoutpark een variant van dit beeld; het kreeg daar de naam Blauwe paddenstoel. Omdat de sokkel de gehele ruimte van de insnijding in beslag neemt, heeft het beeld de vorm van een paddenstoel.

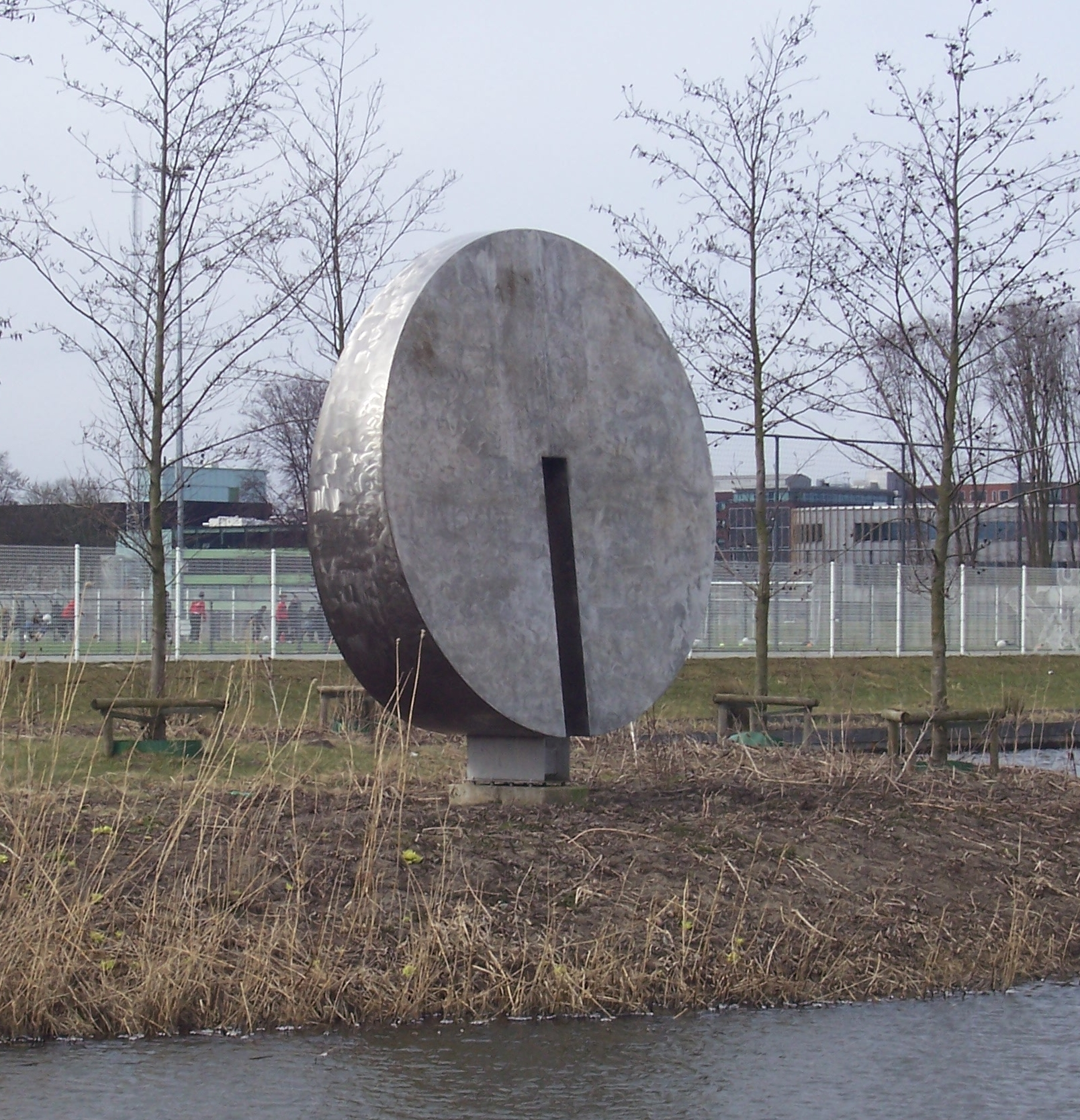
Beeld in maart 2013